# 青井海優
青井 海優（あおい みゆう、1998年〈平成10年〉10月19日 - ）は、日本のアーティスト、タレントであり、元アイドル。
オフィスカメリア所属。
2023年4月16日に現体制を終了した女性アイドルグループ・くるーず～CRUiSE!のメンバーとして活動していた。
2023年11月6日にオフィスカメリアタレントチームCopainneこぱんぬを結成。
福岡県出身。

## 作品

### 楽曲
※くるーず～CRUiSE!としての活動は、くるーず～CRUiSE!を参照
| タイトル   | 作詞・作曲                       | 外部リンク                                                              |
| ---------- | -------------------------------- | ----------------------------------------------------------------------- |
| ヒガンバナ | 青井 海優（作詞） SHiNTA（作曲） | channelくるーず～CRUiSE!にてMV公開中。 各配信ストアにて音源リリース中。 |

青井海優の23歳の誕生日となる2021年10月19日に初披露された初のオリジナルソロ曲。自らが作詞を手掛けた（くるーず～CRUiSE!のメンバーの赤星那奈・殿川遥加によるユニット曲「白いキャンバス」以来2度目の作詞）。
24歳の誕生日となる2022年10月19日、くるーず公式YouTubeチャンネル「CRUiSE channelくるーず～CRUiSE!」にて同楽曲のMVが公開された（2023年1月27日、MV再生回数1万回を突破）。
2023年6月17日、各配信ストアにて音源リリースが開始した。

### モデル作品
- 青井海優×画駱駝柑子：星より輝く海となれ

福岡を中心に活動する画家・パフォーマー「画駱駝柑子」によって描かれた、青井海優をモデルに製作されたコラボ作品。作品モチーフは、空よりももっと上にある海の世界。

## 出演
- 映画『翔べない鳥も空を見る。』（2018年）[5]
- WEBマガジン『ミッケ!フクオカ』